# 히브리 법
히브리 법은 구약에 발견되는 고대 히브리 법의 집합을 말한다. 히브리법은 함무라비 법전과 같은 중동의 고대 왕조에 의해 포고된 법과 크게 유사하다. 히브리 법은 공식적인 의미에서 출애굽기에서 시작되었다고 추정된다.

## 같이 보기
- 할라카
- 십계명